# Siraya (taal)
Siraya, ook Formosaans, Siraia, Siraiya, Sideia, Sideis, Sideisch, Baksa, Pepohoaans of Pepo-Hwan, is een Zuidwest-taal die net zoals de andere Zuidwest- en ook Oost-Formosaanse talen uitsluitend op Taiwan wordt gesproken. Het Siraya werd in 1908 nog gesproken. De taal werd in het zuidwesten gesproken door het volk van de Siraya's rond de huidige stad Tainan, verder noordelijk naar het kustelijke Beimen en nog verder naar het noorden (Hengchun, Tapu). Tegenwoordig wordt in het gebied voornamelijk Hokkien gesproken.

## Achtergrond en pogingen tot revitalisering

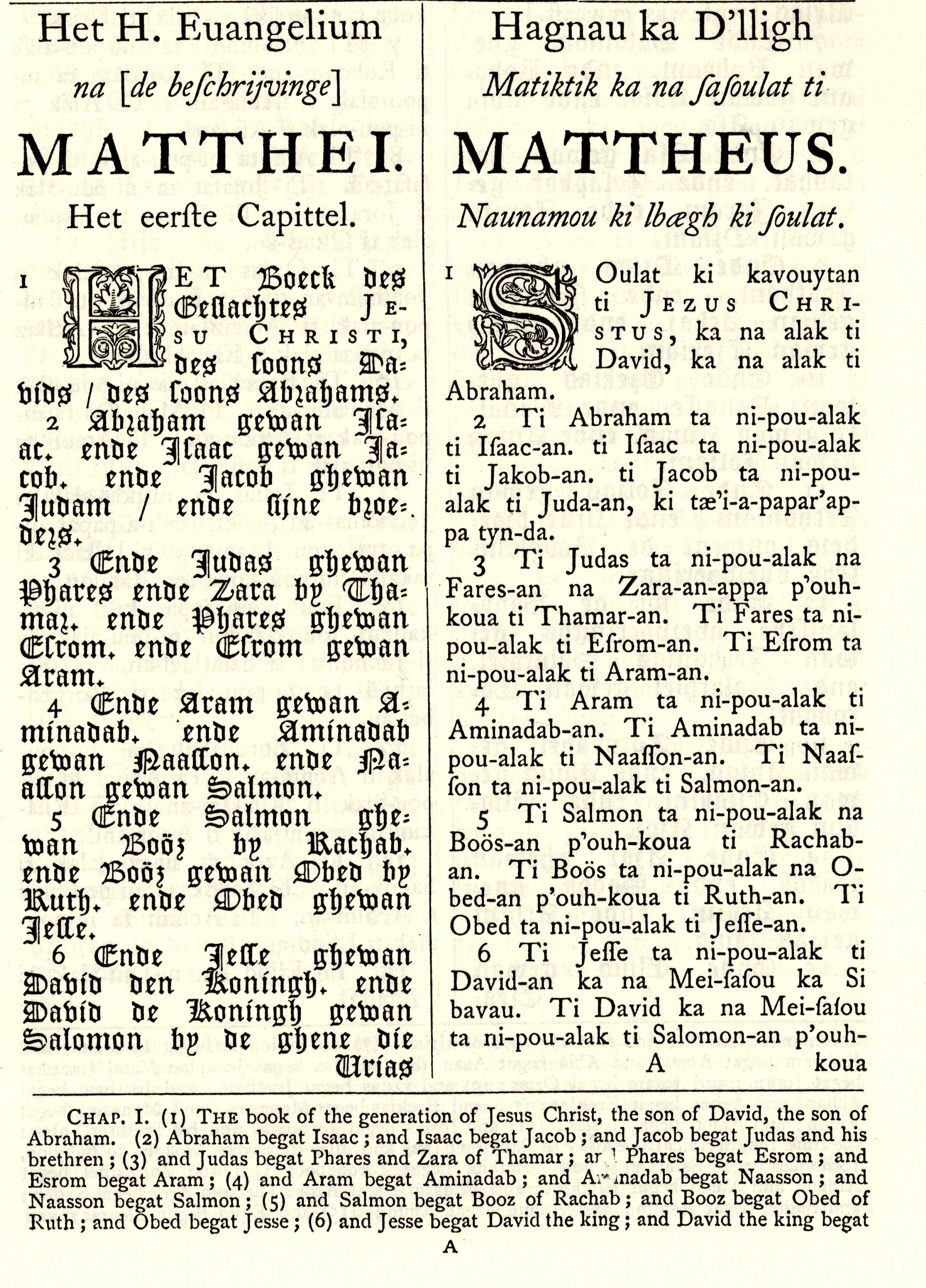
Pagina in het Nederlands en Siraya van het evangelie van Matteüs. Vertaling van Daniël Gravius, 1666.Het Engels onderaan de pagina is pas in 1888 toegevoegd door de Schotse zendeling William Campbell.

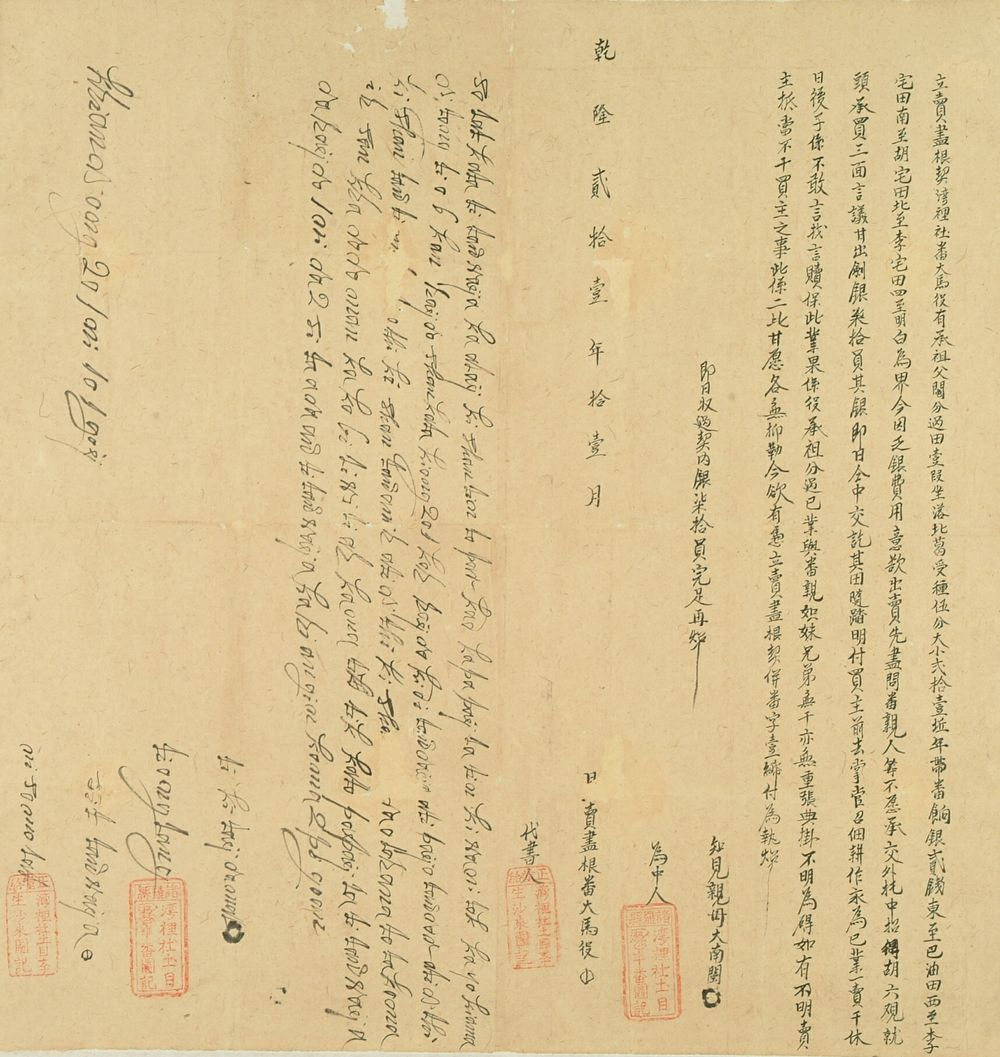
Een van de Sinckang Manuscripten. Een pachtovereenkomst uit 1756 in zowel het Siraya in Latijns schrift als Chinees

In de periode van Nederlands-Formosa (1622–1662) waren ongeveer dertig zendelingen in dienst van de VOC op het eiland actief. De Siraya’s beschikten bij aankomst van de Nederlanders niet over een schriftsysteem. De eerste zendeling, Georgius Candidius, ontwikkelde een zendingsstrategie waarin de ontwikkeling van een schriftsysteem voor die bevolking en hen te leren lezen en schrijven van cruciaal belang was. Hij ontwikkelde een schriftsysteem in Latijns schrift voor het Siraya en vertaalde daarin een aantal gebeden en de belangrijkste geloofsartikelen. De tweede zendeling, Robertus Junius, schreef een aantal catechismi in hun taal. Een iets later aanwezige zendeling, Daniël Gravius, vertaalde het evangelie van Matteüs en dat van Johannes in het Siraya. Hij schreef ook een zeer uitgebreide catechismus, ‘t Formulier des Christendoms, gebaseerd op de structuur van de Heidelbergse catechismus en voor een deel een bewerking daarvan in hun taal. ‘t Formulier des Christendoms heeft acht maal de omvang van de Heidelbergse catechismus.
Na het gedwongen vertrek van de VOC waren begin achttiende eeuw christelijke noties bij het grootste deel van de Siraya’s verdwenen. In 1683 veroverde de Qing-dynastie het eiland en werd het onderdeel van het Chinese rijk. Een van de gevolgen was een aanzienlijk verdere groei van het aantal Chinezen uit met name de provincie Fujian dat zich op het eiland vestigden. In dat proces werd Hokkien ook bij de Siraya's de dominante taal.
De geletterdheid in Latijns schrift bleef echter lang bestaan. Koop- en pachtcontracten werden op het eiland tot in de negentiende eeuw nog geschreven in Latijns schrift volgens de spelling van de zeventiende eeuw die de zendelingen hanteerden. Het was voor de Siraya’s een belangrijk instrument in het waarborgen van althans enige rechten tegenover hun Chinese pachtheren. Er moet onder de Siraya’s dus iets van een onderwijssysteem gefunctioneerd hebben om die kennis door te geven aan steeds een volgende generatie.
Vanaf eind twintigste eeuw wordt geprobeerd de taal van de Siraya’s te revitaliseren. Belangrijke bronnen daarvoor zijn onder meer:
- De beide door Gravius vertaalde evangelies en het ’t Formulier des Christendoms.

- Het zogenaamde Utrechtse Manuscript. Het is een woordenlijst Nederlands-Siraya. Deze lijst moet door een onbekende auteur in de zeventiende eeuw zijn gemaakt. De lijst werd in 1838 gevonden en voor het eerst in 1842 door Jacobus van der Vlis gepubliceerd.
- De zogenaamde Sinckang Manuscripten. Dit is een verzameling van 170 koop- en pachtcontracten uit de periode 1663–1818. De meeste contracten zijn geschreven in zowel in het Siraya in het Latijns schrift volgens de spelling van de zeventiende eeuw die de zendelingen hanteerden als in het Chinees.

## Classificatie
- Austronesische talen
  - Oost-Formosaanse talen
    - Zuidwest-talen
      - Siraiya

## Dialecten
Er is een relatief grote verscheidenheid tussen de vijf dialecten van het Siraya. Hier volgen enkele voorbeelden:
| Standaard Siraya(*) | Taivoaans | Makatao | Nederlands |
| ------------------- | --------- | ------- | ---------- |
| tatapil             | tatapin   | tatapin | schoen     |
| litu                | anitu     | ngitu   | ziel       |
| luang               | lowan     | noang   | koe        |
| dalum               | ralum     | ralum   | water      |
| turu                | toho      | toru    | boom       |
| daran               | raan      | raran   | weg, pad   |
| vari                | vari      | vari    | wind       |

(*) Het Standaard Siraya is waarschijnlijk gelijk aan het Siraya-dialect.

## Grammatica
Het Siraya gebruikt zogenaamde naamvalkentekens:
- Het kenteken voor de nominatief is ta. Het signaliseert het onderwerp.
- Het kenteken voor de locatief is tu. Het signaliseert een plaats, richting of tijd.
- Het kenteken ki signaliseert verschillende grammaticale relaties.

## Verspreiding van de sprekers
- Taiwan: 0; 20e gedeelde en laatste plaats, 21e gedeelde en laatste plaats volgens totaal aantal sprekers

Lamai · Makatao · Pangsoia-Dolatok · Siraya · Taivoaans